# Bosco (film)
Bosco è un film del 2024 scritto e diretto da Nicholas Manuel Pino. 
La pellicola è l'adattamento cinematografico dall'autobiografia Chasin' Freedum di Quawntay Adams.

## Trama
Basato sulla vera storia di Quawntay “Bosco” Adams, "Bosco" racconta la drammatica esperienza di un giovane afroamericano condannato nel 2004 a trentacinque anni di carcere per tentato possesso di marijuana. Bosco, cresciuto in un ambiente segnato dalla povertà e dalla violenza familiare, finisce presto in una spirale di criminalità che lo conduce fino alla prigione federale di massima sicurezza ad Alton. Sottoposto a sorveglianza continua e costretto all’isolamento, trova una bizzarra ma decisiva via di fuga grazie a Tammy, una donna conosciuta tramite un annuncio per cuori solitari, che diventa la sua confidente e complice. Tra i corridoi asettici della prigione, Bosco affronta l’ostilità di guardie come Hun e Ramos, mentre cerca conforto nei rari legami umani, tra cui quelli con Tootie e Willa. Con perseveranza, intelligenza e un pizzico di fortuna, mette in atto un piano di fuga al limite dell’inverosimile, motivato dal desiderio profondo di rivedere la figlia che non ha mai potuto stringere tra le braccia.
Il film segue la sua odissea personale tra sofferenza, speranza e redenzione, fino al confronto finale con le sue responsabilità.

## Produzione
Nel gennaio 2024 è stato annunciata l'imminente distribuzione di un film tratto dall'autobiografia di Quawntay Adams, diretto e sceneggiatore da Nicholas Manuel Pino ed interpretato da Aubrey Joseph, Nikki Blonsky, Tyrese Gibson e Theo Rossi.

## Promozione
Il primo trailer è stato diffuso l'11 gennaio 2024.

## Distribuzione
Il film è stato distribuito sulla piattaforma Peacock il 2 febbraio 2024.